# Heliophanus giltayi
Heliophanus giltayi este o specie de păianjeni din genul Heliophanus, familia Salticidae, descrisă de Lessert, 1933. Conform Catalogue of Life specia Heliophanus giltayi nu are subspecii cunoscute.